# Campionato del mondo di scacchi 1937
Il campionato del mondo di scacchi 1937 fu contesto tra il campione in carica Max Euwe e Aleksandr Alechin in varie città dei Paesi Bassi, tra il 5 ottobre e il 4 dicembre.

## Storia
Fu il match di rivincita dopo che Euwe aveva conquistato il titolo a spese di Alechin nel 1935; Alechin riuscì a riottenere il titolo vincendo per 15,5 a 9,5.
Questo campionato del mondo fu l'ultimo prima dello scoppio della seconda guerra mondiale, e l'ultimo in cui la scelta dello sfidante dipendeva unicamente dal campione in carica. Alechin morì nel 1946, prima che si potesse organizzare un nuovo match, e dopo la sua morte l'organizzazione del campionato fu presa in mano dalla FIDE, che stabilì una rigida serie di incontri per stabilire chi avesse il diritto di contendere il titolo al campione.

## Risultati
Il match fu giocato sulle trenta partite, con la condizione che il vincitore avrebbe dovuto vincere almeno sei partite.
|                              | 1 | 2 | 3 | 4 | 5 | 6 | 7 | 8 | 9 | 10 | 11 | 12 | 13 | 14 | 15 | 16 | 17 | 18 | 19 | 20 | 21 | 22 | 23 | 24 | 25 | Vittorie | Punti |
| ---------------------------- | - | - | - | - | - | - | - | - | - | -- | -- | -- | -- | -- | -- | -- | -- | -- | -- | -- | -- | -- | -- | -- | -- | -------- | ----- |
| Aleksandr Alechin ( Francia) | 0 | 1 | ½ | ½ | 0 | 1 | 1 | 1 | ½ | 1  | ½  | ½  | 0  | 1  | ½  | ½  | 0  | ½  | ½  | ½  | 1  | 1  | ½  | 1  | 1  | 10       | 15,5  |
| Max Euwe ( Paesi Bassi)      | 1 | 0 | ½ | ½ | 1 | 0 | 0 | 0 | ½ | 0  | ½  | ½  | 1  | 0  | ½  | ½  | 1  | ½  | ½  | ½  | 0  | 0  | ½  | 0  | 0  | 4        | 9,5   |